# Ханна Хилтон
Ха́нна Хи́лтон (англ. Hanna Hilton; наст. имя — Э́рика Ха́нтер англ. Erica Hunter) — американская порноактриса.

## Биография
Ханна родилась 31 октября 1984 года в небольшом городе Бруквилл штата Индиана. В школе была в группе поддержки, одновременно по полдня работая в закусочной Dairy Queen. Свою модельную карьеру Ханна начала в рекламе нижнего белья. Позже её фотографии нашёл в интернете один из агентов и привёз её в Лос-Анджелес.
Её первая фотосессия состоялась в декабре 2006 года для журнала Penthouse, где она стала девушкой месяца. Немного спустя Ханна с разрешения своего парня Джека Венайса (Jack Venice (англ.)) (порноактёр, в 2008 году был осуждён и приговорён за изнасилование и грабёж к 9 годам лишения свободы) решила начать сниматься в кино для взрослых. Её первая сексуальная сцена была в апреле 2008 года для компании Brazzers. А уже в мае того же года Ханна подписала с Vivid Entertainment эксклюзивный контракт в котором оговаривалось что во всех сексуальных сценах её партнёром будет её бойфренд Джек Венайс. Её дебют для компании был в фильме Meggan & Hanna Love Manuel.
28 сентября 2009 года ресурс LukeFord.com сообщил, что Ханна покинула индустрию развлечений для взрослых.
Кроме порно-кино, Ханна Хилтон исполнила камео в фильме «Суррогаты».

## Премии и номинации
- 2006 Twistys Treat of the Month — Miss November[7]
- 2006 Penthouse Pet of the Month December
- 2007 Hustler Honey — January
- 2008 Booble Girl of the Month (July)[8]
- 2010 номинация на AVN Award в категории «Лучшая сцена орального секса» за фильм Bounce.